# MLB 2022
Die MLB-Saison 2022 ist die 121. Saison der Major League Baseball (MLB) und begann am 7. April 2022. Die Regular Season wurde am 5. Oktober beendet. Das 92. MLB All-Star Game wurde am 19. Juli von den Los Angeles Dodgers im Dodger Stadium in Los Angeles ausgerichtet.

## Regeländerungen und Besonderheiten
Der Saisonbeginn verzögerte sich durch einen Lockout der Spieler, der am 2. Dezember 2021 nach dem Auslaufen des Tarifvertrags (CBA) zwischen der Liga und der Spielergewerkschaft Major League Baseball Players Association (MLBPA) einsetzte. Am 10. März 2022 einigten sich die MLB und die MLBPA auf einen fünfjährigen Tarifvertrag, der den 7. April als Eröffnungstag (statt wie ursprünglich geplant am 31. März) und einen vollen Spielplan mit 162 Spielen vorsieht. Unter dem neuen Tarifvertrag wird die Postseason auf 12 Teams erweitert und es wird die erste Saison sein, in der die National League zusammen mit der American League den Designated Hitter dauerhaft einführt.
Weiterhin wurde für den Beginn der neuen Saison vereinbart, dass der übliche 26-Man-Roster bis zum 1. Mai 2022 auf 28 Spieler erweitert wird. Dadurch soll die Gesundheit und Sicherheit der Spieler besser geschützt werden. In dieser Zeit kann ein Team so viele Werfer aufstellen, wie es möchte. Grund dafür ist die Sorge, dass das aufgrund des Lockouts verkürzte Spring Training nicht ausreichend war, um die Werfer vollständig zu trainieren, vor allem die Starter. Am 2. Mai werden die Roster wieder auf 26 Spieler herabgesetzt und ab diesem Zeitpunkt können die Teams nur noch 13 Werfer aktiv haben.
Darüber hinaus enthält die neue CBA eine „Shohei Ohtani-Regel“, die insbesondere für Spieler gedacht ist, die sowohl als Werfer als auch als Batter im Spiel eingesetzt werden. Die neue Regel besagt, dass, wenn der Starting Pitcher auch in der Aufstellung schlägt, dieser Spieler auch dann als Designated Hitter fungiert, wenn er aus der Startaufstellung genommen wird. Wenn der Werfer also beispielsweise fünf Innings wirft, würde er trotzdem das ganze Spiel über schlagen können, auch wenn er als Werfer ersetzt wird. Diese Regelung gilt für die ganze Laufzeit des neuen Tarifvertrages, nicht nur für die Saison 2022. Man erhofft sich, damit mehr Spieler zu fördern, die gleichzeitig in beiden Rollen eingesetzt werden.

## Kalender
Die Major League Baseball hat am 4. August 2021 ihren Spielplan für die reguläre Saison 2022 veröffentlicht. Wie seit 2013 spielen alle Teams 19 Mal gegen ihre vier Divisionsgegner (insgesamt 76 Spiele). Sechs oder sieben Spiele gegen jeden der anderen zehn Gegner aus der gleichen Liga (insgesamt 66 Spiele) und 20 Interleague-Spiele. In den Interleague-Spielen treffen die AL East auf die NL Central, die AL Central auf die NL West und die AL West auf die NL East.
Das MLB at Field of Dreams Spiel wurde am 11. August zum zweites Mal ausgetragen. Die Chicago Cubs gewannen, in dem eigens dafür errichteten Ballpark in Dyersville, Iowa, 4-2 gegen die Cincinnati Reds.
Beim jährlichen MLB Little League Classic traten die Boston Red Sox und die Baltimore Orioles am 21. August auf dem Bowman Field in Williamsport, Pennsylvania, gegeneinander an. Die Orioles gewannen das Spiel mit 5:3.
Sowohl für Kanada als auch für die Vereinigten Staaten gelten Reisebeschränkungen für Personen, die nicht gegen das SARS-CoV-2-Virus geimpft sind. Beide Länder verlangen von Reisenden, die keine Staatsbürger sind, dass sie spätestens 14 Tage vor der Einreise in das jeweilige Land eine vollständige Impfung gegen COVID-19 erhalten haben.

## Teilnehmende Teams
Für die Saison 2022 wurden von der MLB keinerlei Änderungen bezüglich teilnehmender Franchises bzw. Ligen- und Divisionszuordnungen vorgenommen. Wie bereits im Juli 2021 angekündigt, spielt das zuvor Cleveland Indians benannte Team ab Saisonbeginn unter dem neuen Namen Cleveland Guardians.
| American League   |                     |                    |
| East              | Central             | West               |
| Boston Red Sox    | Cleveland Guardians | Houston Astros     |
| New York Yankees  | Minnesota Twins     | Los Angeles Angels |
| Tampa Bay Rays    | Kansas City Royals  | Seattle Mariners   |
| Toronto Blue Jays | Chicago White Sox   | Texas Rangers      |
| Baltimore Orioles | Detroit Tigers      | Oakland Athletics  |

| National League       |                     |                      |
| East                  | Central             | West                 |
| Washington Nationals  | Chicago Cubs        | Los Angeles Dodgers  |
| Miami Marlins         | Milwaukee Brewers   | Arizona Diamondbacks |
| Atlanta Braves        | St. Louis Cardinals | Colorado Rockies     |
| New York Mets         | Pittsburgh Pirates  | San Diego Padres     |
| Philadelphia Phillies | Cincinnati Reds     | San Francisco Giants |

## Reguläre Saison

### American League
| East Division |                   |    |    |        |    |
| PS            | Franchise         | W  | L  | %      | GB |
| 2             | New York Yankees  | 99 | 63 | 61,1 % | —  |
| WC            | Toronto Blue Jays | 92 | 70 | 56,8 % | 7  |
| WC            | Tampa Bay Rays    | 86 | 76 | 53,1 % | 13 |
|               | Baltimore Orioles | 83 | 79 | 51,2 % | 16 |
|               | Boston Red Sox    | 78 | 84 | 48,1 % | 21 |

| Central Division |                     |    |    |        |    |
| PS               | Franchise           | W  | L  | %      | GB |
| 3                | Cleveland Guardians | 92 | 70 | 56,8 % | —  |
|                  | Chicago White Sox   | 81 | 81 | 50,0 % | 11 |
|                  | Minnesota Twins     | 78 | 84 | 48,1 % | 14 |
|                  | Detroit Tigers      | 66 | 96 | 40,7 % | 26 |
|                  | Kansas City Royals  | 65 | 97 | 40,1 % | 27 |

| West Division |                    |     |     |        |    |
| PS            | Franchise          | W   | L   | %      | GB |
| 1             | Houston Astros     | 106 | 56  | 65,4 % | —  |
| WC            | Seattle Mariners   | 90  | 72  | 55,6 % | 16 |
|               | Los Angeles Angels | 73  | 89  | 45,1 % | 33 |
|               | Texas Rangers      | 68  | 94  | 42,0 % | 38 |
|               | Oakland Athletics  | 60  | 102 | 37,0 % | 46 |

Stand: 5. Oktober 2022
W = Wins (Siege), L = Losses (Niederlagen), % = Winning Percentage, GB = Games Behind (Rückstand auf Führenden: Zahl der notwendigen Niederlagen des Führenden bei gleichzeitigem eigenen Sieg)

Houston Astros, Sieger der AL West
New York Yankees, Sieger der AL East
Cleveland Guardians, Sieger der AL Central
Toronto Blue Jays, 2. AL East
Seattle Mariners, 2. AL West
Tampa Bay Rays, 3. AL East

### National League
| East Division |                       |     |     |        |    |
| PS            | Franchise             | W   | L   | %      | GB |
| 2             | Atlanta Braves        | 101 | 61  | 62,3 % | —  |
| WC            | New York Mets         | 101 | 61  | 62,3 % | —  |
| WC            | Philadelphia Phillies | 87  | 75  | 53,7 % | 14 |
|               | Miami Marlins         | 69  | 93  | 42,6 % | 32 |
|               | Washington Nationals  | 55  | 107 | 34,0 % | 46 |

| Central Division |                     |    |     |        |    |
| PS               | Franchise           | W  | L   | %      | GB |
| 3                | St. Louis Cardinals | 93 | 69  | 57,4 % | —  |
|                  | Milwaukee Brewers   | 86 | 76  | 53,1 % | 7  |
|                  | Chicago Cubs        | 74 | 88  | 45,7 % | 19 |
|                  | Cincinnati Reds     | 62 | 100 | 38,3 % | 31 |
|                  | Pittsburgh Pirates  | 62 | 100 | 38,3 % | 31 |

| West Division |                      |     |    |        |    |
| PS            | Franchise            | W   | L  | %      | GB |
| 1             | Los Angeles Dodgers  | 111 | 51 | 68,5 % | —  |
| WC            | San Diego Padres     | 89  | 73 | 54,9 % | 22 |
|               | San Francisco Giants | 81  | 81 | 50,0 % | 30 |
|               | Arizona Diamondbacks | 74  | 88 | 45,7 % | 37 |
|               | Colorado Rockies     | 68  | 94 | 42,0 % | 43 |

Stand: 5. Oktober 2022
W = Wins (Siege), L = Losses (Niederlagen), % = Winning Percentage, GB = Games Behind (Rückstand auf Führenden: Zahl der notwendigen Niederlagen des Führenden bei gleichzeitigem eigenen Sieg)

Los Angeles Dodgers, Sieger der NL West
Atlanta Braves, Sieger der NL East
St. Louis Cardinals, Sieger der NL Central
New York Mets, 2. NL East
San Diego Padres 2. NL West
Philadelphia Phillies, 3. NL East

## Postseason
Hauptartikel: ALWC 2022, NLWC 2022, ALDS 2022, NLDS 2022, ALCS 2022, NLCS 2022, World Series 2022

### Modus und Teilnehmer
Ab Anfang Oktober wurden die Division Series und anschließend die jeweilige Championship Series ausgespielt. Hierzu trafen zunächst die drei Wild-Card Gewinner mit dem schlechtesten Division-Sieger im Best-of-Three-Modus aufeinander. Die zwei besten Division-Sieger und die Gewinner des Wild-Card-Series trafen in zwei Division-Series Begegnungen im Best-of-Five-Modus aufeinander (ALDS bzw. NLDS = American oder National League Division Series). Anschließend spielen die Sieger der Division-Series-Begegnungen im Best-of-Seven-Verfahren den jeweiligen League-Champion aus (ALCS bzw. NLCS = American oder National League Championship Series).

### Schema
In der Postseason kam es zu folgenden Ergebnissen:

|  | Wild Card Series (ALWC, NLWC) | Wild Card Series (ALWC, NLWC) | Wild Card Series (ALWC, NLWC) |   |                       | Division Series (ALDS, NLDS) | Division Series (ALDS, NLDS) | Division Series (ALDS, NLDS) |    |                  | League Championship Series (ALCS, NLCS) | League Championship Series (ALCS, NLCS) | League Championship Series (ALCS, NLCS) |  |  | World Series | World Series | World Series |
|  |                               |                               |                               |   |                       |                              |                              |                              |    |                  |                                         |                                         |                                         |  |  |              |              |              |
|  |                               |                               |                               |   |                       | 1                            | Houston Astros               | 3                            |    |                  |                                         |                                         |                                         |  |  |              |              |              |
|  | 4                             | Toronto Blue Jays             | 0                             |   |                       | 1                            | Houston Astros               | 3                            |    |                  |                                         |                                         |                                         |  |  |              |              |              |
|  | 4                             | Toronto Blue Jays             | 0                             | 5 | Seattle Mariners      | 0                            |                              |                              |    |                  |                                         |                                         |                                         |  |  |              |              |              |
|  | 5                             | Seattle Mariners              | 2                             | 5 | Seattle Mariners      | 0                            |                              |                              | 1  | Houston Astros   | 4                                       |                                         |                                         |  |  |              |              |              |
|  | 5                             | Seattle Mariners              | 2                             |   |                       |                              |                              |                              | 1  | Houston Astros   | 4                                       |                                         |                                         |  |  |              |              |              |
|  |                               |                               |                               |   | 2                     | New York Yankees             | 0                            |                              |    |                  |                                         |                                         |                                         |  |  |              |              |              |
|  |                               |                               |                               | 2 | 2                     | New York Yankees             | 0                            | New York Yankees             | 3  |                  |                                         |                                         |                                         |  |  |              |              |              |
|  | 3                             | Cleveland Guardians           | 2                             | 2 |                       |                              |                              | New York Yankees             | 3  |                  |                                         |                                         |                                         |  |  |              |              |              |
|  | 3                             | Cleveland Guardians           | 2                             | 3 | Cleveland Guardians   | 2                            |                              |                              |    |                  |                                         |                                         |                                         |  |  |              |              |              |
|  | 6                             | Tampa Bay Rays                | 0                             | 3 | Cleveland Guardians   | 2                            |                              |                              | AL | Houston Astros   | 4                                       |                                         |                                         |  |  |              |              |              |
|  | 6                             | Tampa Bay Rays                | 0                             |   |                       |                              |                              |                              | AL | Houston Astros   | 4                                       |                                         |                                         |  |  |              |              |              |
|  |                               |                               |                               |   | NL                    | Philadelphia Phillies        | 2                            |                              |    |                  |                                         |                                         |                                         |  |  |              |              |              |
|  |                               |                               |                               | 1 | NL                    | Philadelphia Phillies        | 2                            | Los Angeles Dodgers          | 1  |                  |                                         |                                         |                                         |  |  |              |              |              |
|  | 4                             | New York Mets                 | 1                             | 1 |                       |                              |                              | Los Angeles Dodgers          | 1  |                  |                                         |                                         |                                         |  |  |              |              |              |
|  | 4                             | New York Mets                 | 1                             | 5 | San Diego Padres      | 3                            |                              |                              |    |                  |                                         |                                         |                                         |  |  |              |              |              |
|  | 5                             | San Diego Padres              | 2                             | 5 | San Diego Padres      | 3                            |                              |                              | 5  | San Diego Padres | 1                                       |                                         |                                         |  |  |              |              |              |
|  | 5                             | San Diego Padres              | 2                             |   |                       |                              |                              |                              | 5  | San Diego Padres | 1                                       |                                         |                                         |  |  |              |              |              |
|  |                               |                               |                               |   | 6                     | Philadelphia Phillies        | 4                            |                              |    |                  |                                         |                                         |                                         |  |  |              |              |              |
|  |                               |                               |                               | 2 | 6                     | Philadelphia Phillies        | 4                            | Atlanta Braves               | 1  |                  |                                         |                                         |                                         |  |  |              |              |              |
|  | 3                             | St. Louis Cardinals           | 0                             | 2 |                       |                              |                              | Atlanta Braves               | 1  |                  |                                         |                                         |                                         |  |  |              |              |              |
|  | 3                             | St. Louis Cardinals           | 0                             | 6 | Philadelphia Phillies | 3                            |                              |                              |    |                  |                                         |                                         |                                         |  |  |              |              |              |
|  | 6                             | Philadelphia Phillies         | 2                             | 6 | Philadelphia Phillies | 3                            |                              |                              |    |                  |                                         |                                         |                                         |  |  |              |              |              |
|  | 6                             | Philadelphia Phillies         | 2                             |   |                       |                              |                              |                              |    |                  |                                         |                                         |                                         |  |  |              |              |              |

Ergebnisse eintragen

ALWC, NLWC (Wildcard Series): Best-of-Three; ALDS, NLDS (Division Series): Best-of-Five; ALCS, NLCS (Championship Series), World Series: Best-of-Seven

## Ehrungen und Auszeichnungen

### Monatliche Auszeichnungen

#### Spieler des Monats
Quelle:
| Monat     | American League | American League | National League  | National League |
| --------- | --------------- | --------------- | ---------------- | --------------- |
| April     | José Ramírez    | CLE             | Nolan Arenado    | SLC             |
| Mai       | Aaron Judge     | NYY             | Paul Goldschmidt | SLC             |
| Juni      | Yordan Álvarez  | HOU             | Kyle Schwarber   | PHP             |
| Juli      | Aaron Judge     | NYY             | Austin Riley     | ATL             |
| August    | Alex Bregman    | HOU             | Nolan Arenado    | SLC             |
| September | Aaron Judge     | NYY             | Eduardo Escobar  | NYM             |

#### Rookie des Monats
Quelle:
| Monat     | American League | American League | National League   | National League |
| --------- | --------------- | --------------- | ----------------- | --------------- |
| April     | Steven Kwan     | CLE             | Seiya Suzuki      | CHC             |
| Mai       | Julio Rodríguez | SEA             | Luis González     | SF              |
| Juni      | Julio Rodríguez | SEA             | Michael Harris II | ATL             |
| Juli      | José Miranda    | MIN             | Spencer Strider   | ATL             |
| August    | George Kirby    | SEA             | Michael Harris II | ATL             |
| September | Steven Kwan     | CLE             | Michael Harris II | ATL             |

#### Pitcher des Monats
Quelle:
| Monat     | American League | American League | National League | National League |
| --------- | --------------- | --------------- | --------------- | --------------- |
| April     | Logan Gilbert   | SEA             | Pablo López     | MIA             |
| Mai       | Martín Pérez    | TEX             | Zack Wheeler    | PHP             |
| Juni      | Dylan Cease     | CWS             | Sandy Alcántara | MIA             |
| Juli      | Dylan Cease     | CWS             | Merrill Kelly   | ARI             |
| August    | Drew Rasmussen  | TB              | Zac Gallen      | ARI             |
| September | Alek Manoah     | TOR             | Yu Darvish      | SD              |

#### Reliever des Monats
Quelle:
| Monat     | American League | American League | National League | National League |
| --------- | --------------- | --------------- | --------------- | --------------- |
| April     | Jordan Romano   | TOR             | Josh Hader      | SD              |
| Mai       | Clay Holmes     | NYY             | David Bednar    | PIT             |
| Juni      | Emmanuel Clase  | CLE             | Edwin Díaz      | NYM             |
| Juli      | Jordan Romano   | TOR             | Edwin Díaz      | NYM             |
| August    | Emmanuel Clase  | CLE             | Edwin Díaz      | NYM             |
| September | Emmanuel Clase  | CLE             | Camilo Doval    | SF              |